# Arguisuelas
Arguisuelas – gmina w Hiszpanii, w prowincji Cuenca, w Kastylii-La Mancha, o powierzchni 49,61 km². W 2011 roku gmina liczyła 143 mieszkańców.